# Distretto di Corozal
Il distretto di Corozal è un distretto del Belize. Il capoluogo è la città di Corozal.